# Gran Premi de Sud-àfrica del 1983
Resultats del Gran Premi de Sud-àfrica de Fórmula 1 de la temporada 1983, disputat al circuit de Kyalami el 15 d'octubre del 1983.

## Qualificació
| Pos   | No | Pilot              | Constructor         | Part 1   | Part 2   | Diferència |
| ----- | -- | ------------------ | ------------------- | -------- | -------- | ---------- |
| 1     | 27 | Patrick Tambay     | Ferrari             | 1:06.554 | 1:07.029 | 1          |
| 2     | 5  | Nelson Piquet      | Brabham - BMW       | 1:06.792 | 1:06.821 | +0.238     |
| 3     | 6  | Riccardo Patrese   | Brabham - BMW       | 1:08.181 | 1:07.001 | +0.447     |
| 4     | 28 | René Arnoux        | Ferrari             | 1:07.222 | 1:07.105 | +0.551     |
| 5     | 15 | Alain Prost        | Renault             | 1:07.186 | 1:08.136 | +0.632     |
| 6     | 1  | Keke Rosberg       | Williams - Honda    | 1:07.256 | 1:07.344 | +0.702     |
| 7     | 12 | Nigel Mansell      | Lotus - Renault     | 1:09.443 | 1:07.643 | +1.089     |
| 8     | 9  | Manfred Winkelhock | ATS - BMW           | 1:07.726 | 1:07.682 | +1.128     |
| 9     | 22 | Andrea de Cesaris  | Alfa Romeo          | 1:08.970 | 1:07.759 | +1.205     |
| 10    | 2  | Jacques Laffite    | Williams - Honda    | 1:07.931 | 1:08.652 | +1.377     |
| 11    | 11 | Elio de Angelis    | Lotus - Renault     | 1:07.937 | 1:07.980 | +1.383     |
| 12    | 8  | Niki Lauda         | McLaren - TAG       | 1:07.974 | 1:08.587 | +1.420     |
| 13    | 35 | Derek Warwick      | Toleman - Hart      | 1:08.061 | 1:08.301 | +1.507     |
| 14    | 16 | Eddie Cheever      | Renault             | 1:08.069 | 1:08.360 | +1.515     |
| 15    | 7  | John Watson        | McLaren - TAG       | 1:08.328 | 1:10.635 | +1.774     |
| 16    | 36 | Bruno Giacomelli   | Toleman - Hart      | 1:08.350 | 1:08.439 | +1.796     |
| 17    | 23 | Mauro Baldi        | Alfa Romeo          | 1:09.364 | 1:08.628 | +2.074     |
| 18    | 3  | Michele Alboreto   | Tyrrell - Ford      | 1:11.096 | 1:11.284 | +4.542     |
| 19    | 4  | Danny Sullivan     | Tyrrell - Ford      | 1:11.750 | 1:11.382 | +4.828     |
| 20    | 30 | Thierry Boutsen    | Arrows - Ford       | 1:11.988 | 1:11.658 | +5.104     |
| 21    | 25 | Jean Pierre Jarier | Ligier - Ford       | 1:12.017 | 1:12.538 | +5.463     |
| 22    | 29 | Marc Surer         | Arrows - Ford       | 1:12.309 | 1:12.049 | +5.495     |
| 23    | 26 | Raul Boesel        | Ligier - Ford       | 1:12.745 | 1:13.330 | +6.191     |
| 24    | 17 | Kenny Acheson      | RAM - Ford          | 1:13.352 | S/temps  | +6.798     |
| 25    | 31 | Corrado Fabi       | Osella - Alfa Romeo | 1:14.483 | 1:13.656 | +7.102     |
| 26    | 32 | Piercarlo Ghinzani | Osella - Alfa Romeo | 1:14.903 | 1:15.503 | +8.349     |
| Font: |    |                    |                     |          |          |            |

## Resultats

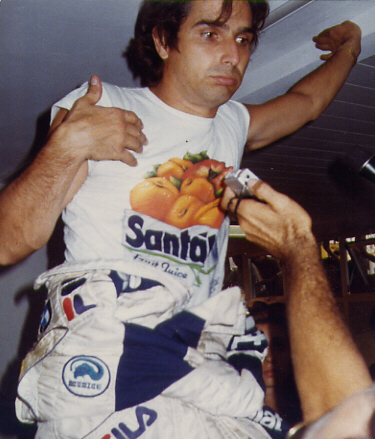
Amb la retirada d'Alain Prost, i ocupant el tercer lloc de la cursa, Nelson Piquet guanya el seu segon títol mundial de la Fórmula 1.

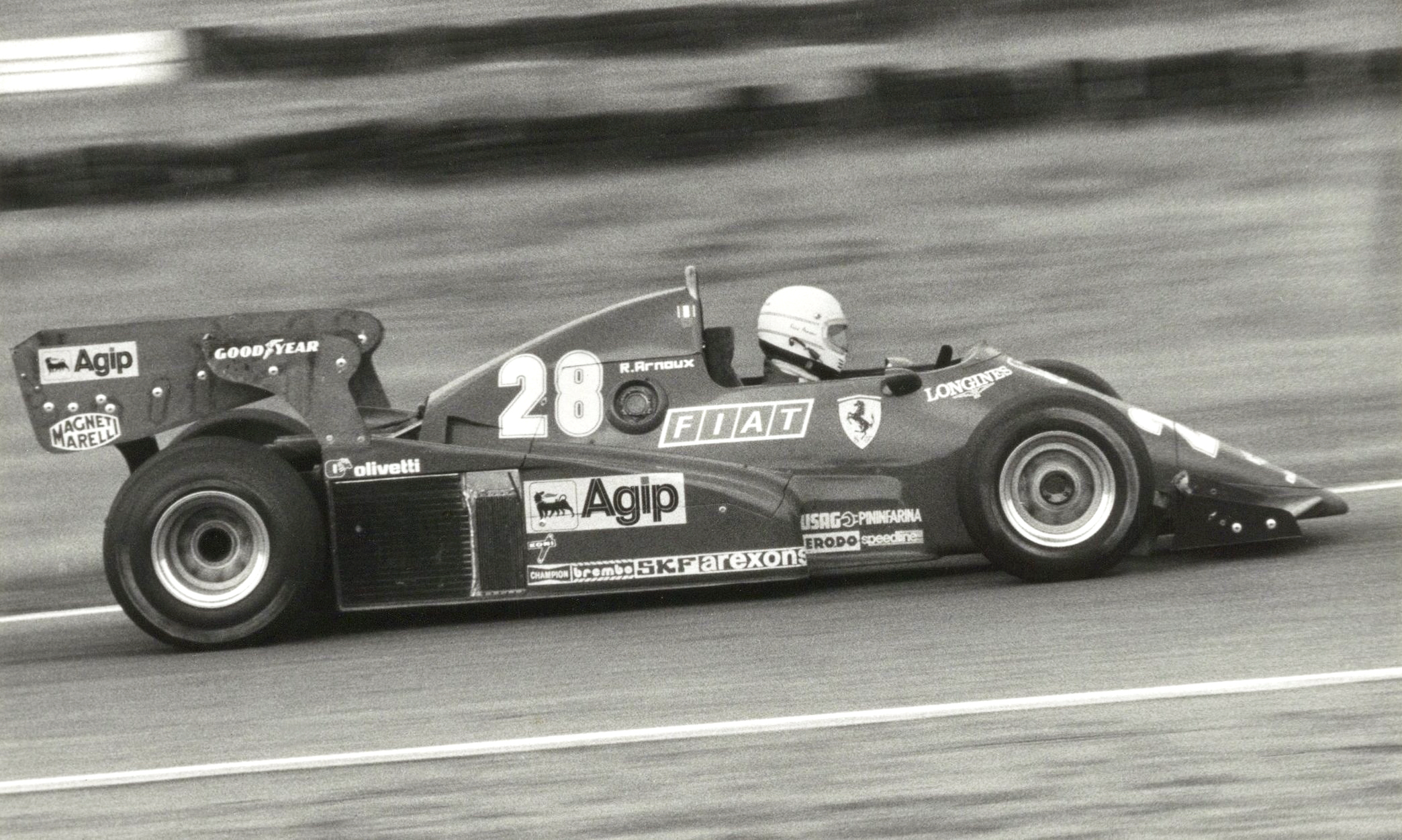
L'Scuderia Ferrari guanya el seu vuitè títol de constructors i només el tornaria a guanyar el 1999.

| Pos   | No | Pilot              | Equip               | Voltes | Temps/ Retirada | Pos. de sortida | Punts |
| ----- | -- | ------------------ | ------------------- | ------ | --------------- | --------------- | ----- |
| 1     | 6  | Riccardo Patrese   | Brabham - BMW       | 77     | 1h 33' 25. 708  | 3               | 9     |
| 2     | 22 | Andrea de Cesaris  | Alfa Romeo          | 77     | + 9.319 s       | 9               | 6     |
| 3     | 5  | Nelson Piquet      | Brabham - BMW       | 77     | + 21.969 s      | 2               | 4     |
| 4     | 35 | Derek Warwick      | Toleman - Hart      | 76     | + 1 Volta       | 13              | 3     |
| 5     | 1  | Keke Rosberg       | Williams - Honda    | 76     | + 1 Volta       | 6               | 2     |
| 6     | 16 | Eddie Cheever      | Renault             | 76     | + 1 Volta       | 14              | 1     |
| 7     | 4  | Danny Sullivan     | Tyrrell - Ford      | 75     | + 2 Voltes      | 19              |       |
| 8     | 29 | Marc Surer         | Arrows - Ford       | 75     | + 2 Voltes      | 22              |       |
| 9     | 30 | Thierry Boutsen    | Arrows - Ford       | 74     | + 3 Voltes      | 20              |       |
| 10    | 25 | Jean Pierre Jarier | Ligier - Ford       | 73     | + 4 Voltes      | 21              |       |
| 11    | 8  | Niki Lauda         | McLaren - TAG       | 71     | Part elèctrica  | 12              |       |
| 12    | 17 | Kenny Acheson      | RAM - Ford          | 71     | + 6 Voltes      | 24              |       |
| NC    | 12 | Nigel Mansell      | Lotus - Renault     | 68     | No Classificat  | 7               |       |
| NC    | 26 | Raul Boesel        | Ligier - Ford       | 66     | No Classificat  | 23              |       |
| Ret   | 3  | Michele Alboreto   | Tyrrell - Ford      | 60     | Motor           | 18              |       |
| Ret   | 27 | Patrick Tambay     | Ferrari             | 56     | Turbo           | 1               |       |
| Ret   | 36 | Bruno Giacomelli   | Toleman - Hart      | 56     | Turbo           | 16              |       |
| Ret   | 15 | Alain Prost        | Renault             | 35     | Turbo           | 5               |       |
| Ret   | 31 | Corrado Fabi       | Osella - Alfa Romeo | 28     | Motor           | 25              |       |
| Ret   | 11 | Elio de Angelis    | Lotus - Renault     | 20     | Motor           | 11              |       |
| DSQ   | 7  | John Watson        | McLaren - TAG       | 18     | Desqualificat   | 15              |       |
| Ret   | 28 | René Arnoux        | Ferrari             | 9      | Motor           | 4               |       |
| Ret   | 23 | Mauro Baldi        | Alfa Romeo          | 5      | Motor           | 17              |       |
| Ret   | 9  | Manfred Winkelhock | ATS - BMW           | 1      | Motor           | 8               |       |
| Ret   | 2  | Jacques Laffite    | Williams - Honda    | 1      | Virolla         | 10              |       |
| Ret   | 32 | Piercarlo Ghinzani | Osella - Alfa Romeo | 1      | Motor           | 26              |       |
| Font: |    |                    |                     |        |                 |                 |       |

## Classificació del mundial després de la cursa
| Pos | Pilot          | Punts |
| --- | -------------- | ----- |
| 1   | Nelson Piquet  | 59    |
| 2   | Alain Prost    | 57    |
| 3   | René Arnoux    | 49    |
| 4   | Patrick Tambay | 40    |
| 5   | Keke Rosberg   | 27    |

| Pos | Constructor   | Punts |
| --- | ------------- | ----- |
| 1   | Ferrari       | 89    |
| 2   | Renault       | 79    |
| 3   | Brabham-BMW   | 72    |
| 4   | Williams-Ford | 36    |
| 5   | McLaren-Ford  | 34    |

## Altres
- Pole: Patrick Tambay 1' 06. 554
- Volta ràpida: Nelson Piquet 1' 09. 948 (a la volta 6)